# モラクセラ・ラクナータ
モラクセラ・ラクナータ（Moraxella lacunata）はPseudomonadota門モラクセラ科モラクセラ属の真正細菌である。桿状のグラム陰性非運動性細菌であり、一般に二倍体細胞として存在する。カタル性結膜炎の最も一般的な病原体の1つである。

## 歴史
M. lacunataは、Victor Morax（1896）とTheodor Axenfeld（1897）によって最初に独立して記述されたため、別名「モラックス‐アクセンフェルト菌（Morax-Axenfeld diplobacilli）」と呼ばれ、ヒトの眼感染症はモラックス‐アクセンフェルト結膜炎と呼ばれることもある。

## 特徴
実験室条件でその形態を変える性質があることが確認されている。体長は短くなることがあり、5日間放置すると、グラム陰性菌としての染色特性を失う傾向があった。その後に血液寒天培地に移し替えても、これらの新しい特性を保持する傾向があった。

## 臨床的な意義
感染は主に成人期に発生するが、どの年齢でも発生する可能性はある。感染症には次の特徴がある。
- 外眼角の眼瞼に頻繁に局在する慢性の軽度の眼角眼瞼結膜炎
- 典型的な眼瞼両端の紅斑
- 皮膚細胞のわずかな解離、特に外眼角で最も顕著
- 角膜の表面浸潤はしばしばある[8]
- 灰色がかった黄色の分泌物がまつ毛に付着し、また主に眼角で蓄積する[10]。